# 童戏
童戏是阿富汗俚语，指的是年长男子与年轻男子或男孩之间包含性关系在内的一种广泛多样的关系。从事童戏的人被称为“玩童”（英語：bacha baz）。这是一种与性奴役及儿童性剥削有关的习俗。据报道，即便在21世纪，童戏依旧在阿富汗各个地区仍有出现。武力和胁迫是司空见惯的，治安官员表示他们无法制止这种活动，因为童戏的参与者大多都是武装精良且武力强大的军阀。
在1996年到2001年的阿富汗内战期间，根据塔利班法律的规定，童戏是可以判处死刑的。即便根据现行的阿富汗法律，童戏依旧是非法的，但是极少有针对强力犯罪者的惩罚措施。同时另据报道，警察也参与了相关犯罪活动。
有人指责美军在入侵阿富汗之后故意无视童戏这一犯罪事实，该说法引发了争议。不過美军声称童戏的泛滥是由于阿富汗当地政府的责任。

## 历史溯源
许多途径西亚的西方旅行者都在自己的日记或其他资料中记载了“童戏”这一现象。在1872年至1873年造访突厥斯坦的尤金·斯凯勒在他的报告里写道，“在这里，经过专门训练的男孩或少年取代了其他国家的舞女。但中亚社会的道德基调却几乎没有得到任何改变。”同时他对童戏舞蹈的观点是“虽然有伤风化，但绝不算非常淫秽”。而且在斯凯勒拜访期间，已经有官方禁止这种表演的迹象  (本来这个人也不太喜欢和讨厌突厥人或突厥族 所以这个不确定是真还是假)
|  | “玩童”或者舞男在整个中亚的定居地区得到了承认，虽然他们在布哈拉及邻近的撒马尔罕更为流行。在浩罕汗国，公共舞蹈已经被禁止很多年了。它们前任那位过于放肆的汗在他的统治后期表现出非常的高道德和严格模样……而在塔什干，“童戏”一直盛行到1872年。一场霍乱的大流行严重影响了该地区，穆拉宣称这种舞蹈违背了《古兰经》所规定的戒律。在当地居民的要求下，俄罗斯当局在那个夏天禁止了公共舞蹈。 |

## 现代案例
部分人士推測，孌童文化存在於阿富汗是因為在傳統上，該國對於童年至青春期間的兩性關係多有嚴厲的限制。
1979年，蘇聯入侵阿富汗並帶來了十年的戰爭，孌童現象毫無疑問地於抗戰期間蓬勃發展了起來。聖戰者們長時間離家，並在偏遠的山區抵禦敵人攻擊，同袍間包括了許多童兵。
雖然阿富汗北部曾對抗蘇聯入侵長達十年的這段歷史確實與孌童習俗有緊密的連結，然而，以阿富汗南部及東部為據點的塔利班政權實為造成該習俗於現今仍然猖絕的主要禍首。
僅管在2001年以美國為首的聯軍入侵阿富汗前，塔利班組織已宣佈孌童習俗違法，並對涉入孌童事件的較年長男性方進行懲罰，但仍無法阻絕此現象。
阿富汗伊斯兰共和国时期，阿富汗獨立人權委員會曾提出警告，表示在國內西北部經歷激烈的衝突以後，孌童現象又再度猖絕了起來。該委員會更呼籲，國會應通過禁止孌童的相關法案。
反對塔利班的阿富汗網民們批評該政權涉入孌童習俗，然而，在批判之餘，這些言論常常很不幸地更加深了這些男童們心理上的烙印。
孌童們也可能被當作武器，甚至是戰爭時期的情婦。根據法新社的一則特別報導，塔利班叛乱期間也將這些年輕男性們作為獵物，來誘惑阿富汗的士兵及警察。2015年4月間，阿富汗國家安全局逮捕了一名試圖引爆自殺炸彈的16歲男性，據報，該名男性曾遭受塔利班的集體性侵，該組織遂於隨後命令他對喀布爾巴格拉姆區的警察總部發動攻擊。
在戰場外，這些男童們則抹妝並穿戴得像女性，並被（主人）作為婚禮及宴會場合的舞者。

## 相关作品
2003年，阿富汗裔美国人卡勒德·胡赛尼创作了小说《追风筝的人》，该小说于2007年改编成同名电影。这部作品及改编电影都涉及了童戏这个题材。在故事里，主角阿米尔的半血侄子索拉博被迫成为塔利班政府高官阿塞夫的玩童舞男和性奴隶。而就在几年前，还是青少年的阿塞夫强奸了索拉博的父亲哈桑，当时还是少年的阿米爾亲眼目睹了这一切。阿米尔想办法救出了索拉博并带他逃离了阿富汗。最后，两人在美国开始了全新的生活。

### 脚注

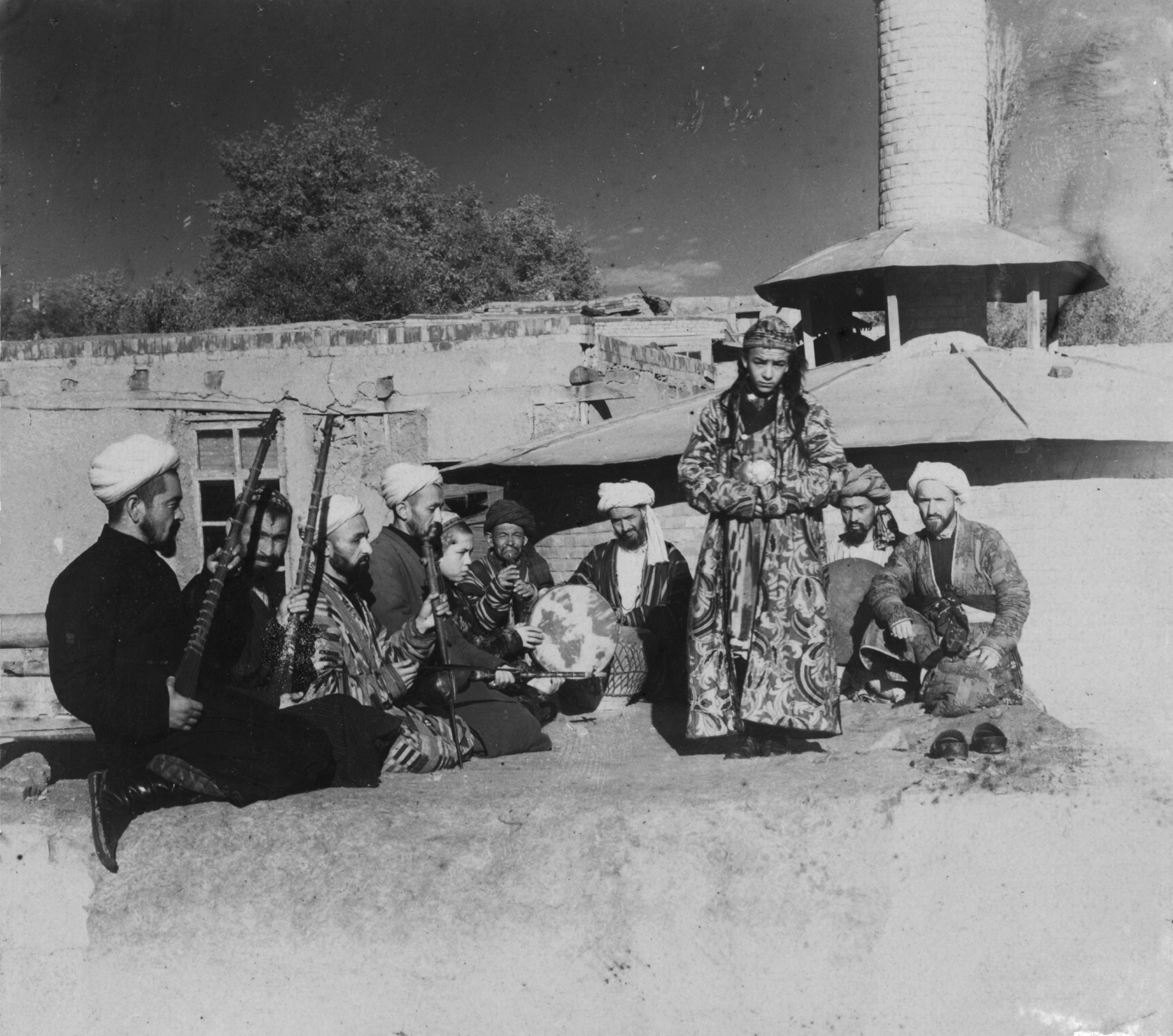
在现乌兹别克斯坦进行童戏表演的玩童。（照片摄于约1905年－1915年期间）

1. ↑  中文译名参考自联合国儿童基金会的报道《冲突使阿富汗儿童获得人道主义者和组织的援助受到了威胁》。

### 出典
1. ↑  ZADZI. . Digital Journal.   [2019-12-29]. （原始内容存档于2013-12-03）.
2. ↑  . 明报.   [2019-12-29]. （原始内容存档于2019-12-29）.
3. ↑  周虹汶. . 自由时报.   [2019-12-29]. （原始内容存档于2019-12-29）.
4. ↑  . 中国时报.   [2019-12-29]. （原始内容存档于2019-12-29）.
5. ↑  Rustam Qobil. . BBC新闻. BBC国际频道.   [2019-12-29]. （原始内容存档于2019-08-18）.
6. ↑  Chris Mondloch. . 外交政策.   [2019-12-29]. （原始内容存档于2018-12-25）.
7. ↑  Joel Brinkley. . 旧金山纪事报.   [2019-12-29]. （原始内容存档于2021-04-27）.
8. ↑  Ghaith Abdul-Ahad. . 卫报.   [2019-12-29]. （原始内容存档于2018-12-25）.
9. 1 2  Doran, Jamie; Quraishi, Najibullah. . FRONTLINE (wgbh educational foundation). 2010-04-20  [2019-12-29]. （原始内容存档于2014-12-14）.
10. ↑  Roshni Kapur. . 外交家.   [2019-12-29]. （原始内容存档于2021-03-08）.
11. ↑  . 路透社.   [2019-12-29]. （原始内容存档于2021-04-28）.
12. ↑  . 联合国区域新闻中心（英语：United Nations Regional Information Centre）. 2014-03-19  [2019-12-29]. （原始内容存档于2019-04-08）.
13. ↑  Mark Bannerman. . 澳大利亚广播公司.   [2019-12-29]. （原始内容存档于2021-02-25）.
14. ↑  Joseph Goldstein. . 纽约时报.   [2019-12-29]. （原始内容存档于2021-08-25）.
15. ↑  Ernesto Londoño. . 华盛顿邮报.   [2019-12-29]. （原始内容存档于2015-09-08）.
16. ↑  Rustam Ali Seerat. . Global Voices.   [2017-04-29]. （原始内容存档于2024-05-21）.
17. ↑  索拉博的父亲哈桑是阿米尔同父异母的兄弟。
18. ↑  . 豆瓣. 上海人民出版社.   [2019-12-30]. （原始内容存档于2021-04-25）.